# سوزان غراي
نائب المارشال الجوي سوزان كاثرين «سو» غراي (بالإنجليزية: Susan Catherine "Sue" Gray)‏ (سابقا جيسوب (بالإنجليزية: Jessop)‏، ولدت ما بين عامي 1962 و1963) مهندسة بريطانية وضابطة كبيرة في سلاح الجو الملكي. شغلت منصب ضابطة القيادة الجوية رقم 38 منذ يونيو 2016 بعد أن شغلت سابقا منصب مديرة مكافحة الطائرات في معدات الدفاع والدعم في وزارة الدفاع من 2014 إلى 2016.

## النشأة والتعليم
ولدت غراي في 1962 أو 1963. درست الإلكترونيات في نيوكاسل البوليتكنيك (الآن جامعة نورثمبريا) وتخرجت بحصولها على درجة بكالوريوس العلوم.

## المسيرة العسكرية
انضمت غراي إلى فرع الهندسة التابع لسلاح الجو الملكي النسائي في عام 1985. تمت ترقيتها إلى ضابطة الطيران في 18 فبراير 1986 وإلى ملازم الطائرة في 18 فبراير 1989. في عام 1991 تم نشرها مع قوة مروحية الدعم إلى العراق كجزء من حرب الخليج الثانية. في 15 يونيو 1992 انتقلت من لجنة مختصة بالخدمة المؤقتة إلى لجنة دائمة وبالتالي مددت فترة خدمتها إلى سن التقاعد.
في عام 1994 اندمج سلاح الجو الملكي النسائي في سلاح الجو الملكي. منذ ذلك الحين خدمت غراي في سلاح الجو الملكي. في 1 يوليو 1994 وفي إطار الترقيات نصف السنوية تمت ترقيتها إلى قائدة سرب. في 1 يناير 2001 وفي إطار الترقيات نصف السنوية تمت ترقيتها إلى قائدة الجناح. في عام 2003 تم نشرها مرة أخرى في العراق وهذه المرة كجزء من عملية تيليك (حرب العراق) وعملت كمهندسة كبيرة لقوة الهليكوبتر المشتركة. في 1 يناير 2005 كجزء من الترقيات نصف السنوية تمت ترقيتها إلى رئيسة جوية.
في 29 يناير 2014 تمت ترقيتها إلى منصب نائب رئيس المارشال وعينت مديرة مكافحة الطائرات في معدات الدفاع والدعم في وزارة الدفاع. في هذا الدور كانت «مسؤولة عن شراء وصيانة جميع الطائرات المقاتلة وطائرات التدريب والنظم الجوية الموجهة عن بعد للقوات المسلحة». هي ليست سوى الضابطة الثانية التي يتم ترقيتها إلى رتبة نجمتين (لواء في الجيش البريطاني والأدميرال الخلفي في البحرية الملكية البريطانية أو نائب المارشال الجوي في سلاح الجو الملكي) في القوات المسلحة البريطانية بينما كانت الأولى إلين ويست التي تمت ترقيتها إلى نائب المارشال في أغسطس 2013. في فبراير 2016 أعلن أنها ستكون قائدة المجموعة الجوية رقم 38. تولت المنصب في 16 يونيو 2016 خلفا لتيم بيشوب.

## التكريمات
في عام 2005 ضمن تكريم السنة الجديدة عينت غراي ضابطا في أمر الإمبراطورية البريطانية. في عام 2017 ضمن تكريم السنة الجديدة تم تعيينها رفيق آمر الطريق.
غراي استلمت ثلاث ميداليات عسكرية وهي وسام الخدمة العامة ووسام الخليج والميدالية العراقية. كما أنها حصلت على وسام اليوبيل الذهبي للملكة إليزابيث الثانية ووسام السوبيل الماسي للملكة إليزابيث الثانية.